# ماهيكي
ماهيكي (بالإنجليزية: Mahiki)‏ في الكوسمولوجيا البولينيزية هو الطريق الذي يقود إلى ديار الروح أي كهف میلو Milu-o-Lua. على الميت أن يمشي عبر هذا الطريق إما وحده أو في موكب، ضمن كهف عميق أو هوة أو کهف بجانب البحر. يقول آخرون إن الميت يمشي باتجاه الشمس المشرقة.